# Davor Lamesic
Davor Lamesic (bosnisch Davor Lamešić; * 24. Oktober 1983) ist ein österreichischer Basketballnationalspieler bosnisch-herzegowinischer Abstammung.

## Spieler
Lamesic kam nach dem Zerfall der Sozialistischen Föderativen Republik Jugoslawien nach Österreich und erhielt im Jahr 2000 die österreichische Staatsbürgerschaft verliehen. Er begann seine Bundesligalaufbahn in der Saison 2004/05 bei den Arkadia Traiskirchen Lions, bei denen er bis 2008 blieb. Im Juni 2008 wurde er vom deutschen Bundesligisten BG Göttingen verpflichtet. Nachdem er sich einen Mittelfußbruch zugezogen hatte, wurde der Vertrag im August 2008 wieder aufgelöst. Mit Von 2008 bis 2017 spielte er beim WBC Raiffeisen Wels, welcher 2017 in den Raiffeisen Flyers Wels überging. Ende Oktober 2018 bestritt er sein 637. Bundesliga-Spiel und wurde damit neuer Rekordhalter in der höchsten Spielklasse Österreichs. Im Anschluss an die Saison 2021/22 kam es zwischen den Welsern und Lamesic zur Trennung, da zwischen dem Mannschaftskapitän und dem Verein keine finanzielle Einigung gefunden wurde.

## Nationalmannschaft
In die Nationalmannschaft wurde Lamesic zum ersten Mal 2006 berufen und bestritt bis 2021 insgesamt 105 Spiele.

## Trainer
Lamesic wurde Assistenztrainer der österreichischen U18-Nationalmannschaft.